# Häverö socken
Häverö socken i Uppland ingick i Väddö och Häverö skeppslag, ingår sedan 1971 i Norrtälje kommun och motsvarar från 2016 Häverö distrikt.
Socknens areal är 147,14 kvadratkilometer, varav 143,55 land. År 2000 fanns här 5 577 invånare.  Tätorterna Hallstavik med Häverödal och Herräng, småorten Häverö samt sockenkyrkan Häverö kyrka ligger i socknen.  

## Administrativ historik
Socknen har medeltida ursprung. I slutet av 1500-talet utbröts Singö socken.
Vid kommunreformen 1862 övergick socknens ansvar för de kyrkliga frågorna till Häverö församling och för de borgerliga frågorna till Häverö landskommun. Landskommunen utökades 1952 och uppgick 1971 i Norrtälje kommun. Församlingen uppgick 2006 i Häverö-Singö församling, vilken i sin tur uppgick 2010 i Häverö-Edebo-Singö församling, från 2018 benämnd Häverö-Edebo församling.
1 januari 2016 inrättades distriktet Häverö, med samma omfattning som församlingen hade 1999/2000. 
Socknen har tillhört län, fögderier, tingslag och domsagor enligt vad som beskrivs i artikeln Väddö och Häverö skeppslag. De indelta soldaterna tillhörde Livregementets dragonkår, Roslags skvadron. De indelta båtsmännen tillhörde Norra Roslags 2:a båtsmanskompani.
Fälö by som ligger vid socknens nordliga gräns har traditionellt kyrkligt tillhört Börstil socken, men Häverö socken i världsliga avseenden. Under slutet av 1800-talet kom byn dock att i alla avseenden tillhöra Häverö för att från 1905 flyttas över till Börstil. 

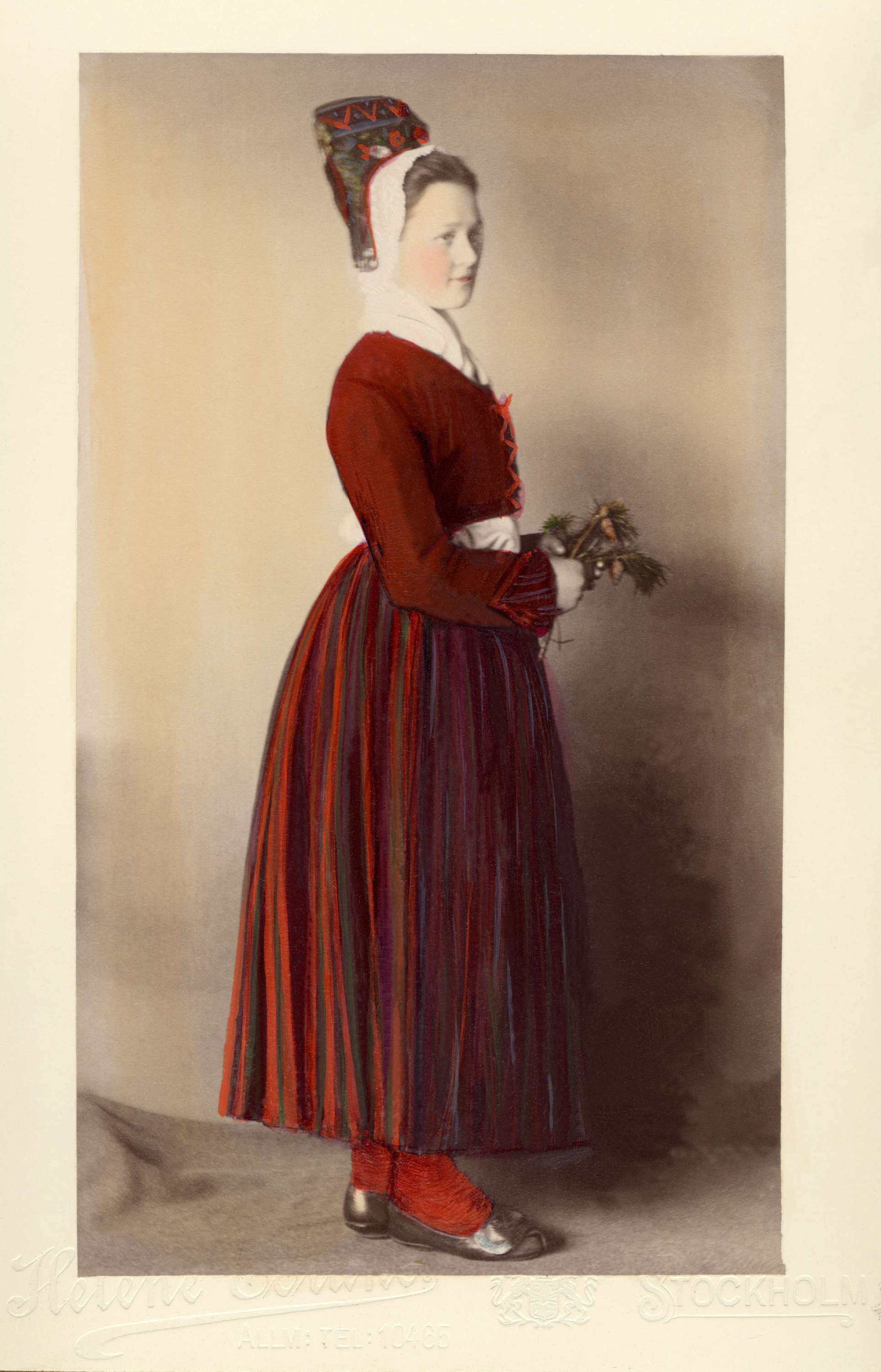
Häverödräkten

## Geografi
Häverö socken ligger norr om Norrtälje och omfattar en halvö mellan Edeboviken och Väddöviken. Socknen är en skogsbygd med sprickdalar där viss odlingsbygd finns.
Orter i socknen är de södra delarna av Hallstavik: Hallstalund, Gottsta samt Häverödal. Mitt i socknen ligger Häverö kyrkby. I öster ligger Trästa, Bergby, Norrby (med vårdhem) och Hammarskogen. I norr ligger Herrängs tätort och orterna Bredsund, Östernäs, Hensvik, Korgil, Korrnäs och Tulka.

### Geografisk avgränsning
Socknen avgränsas i norr av havsvikarna Galtfjärden och Singöfjärden. I öster avgränsas socknen av Väddöviken. I höjd med Björkkulla viker sockengränsen in över fastlandet och går mot sydsydväst till Skeboåns dalgång strax söder om Gribby. Socknen avgränsas sedan i väst av Skeboån samt Edeboviken, som mynnar i Galtfjärden.

## Fornlämningar
Från bronsåldern finns spridda gravrösen och skärvstenshögar. Från järnåldern finns 30 gravfält. Här finns rester av ett par hyttruiner och gruvhål.

## Namnet
Namnet skrevs 1344 Hæwer är ett ursprungligt önamn. Förleden är haver, 'getabock', vilket ger tolkningen 'Bockön'.